# Secusio monteironis
Secusio monteironis là một loài bướm đêm thuộc phân họ Arctiinae, họ Erebidae.